# St. Marien (Bad Frankenhausen)

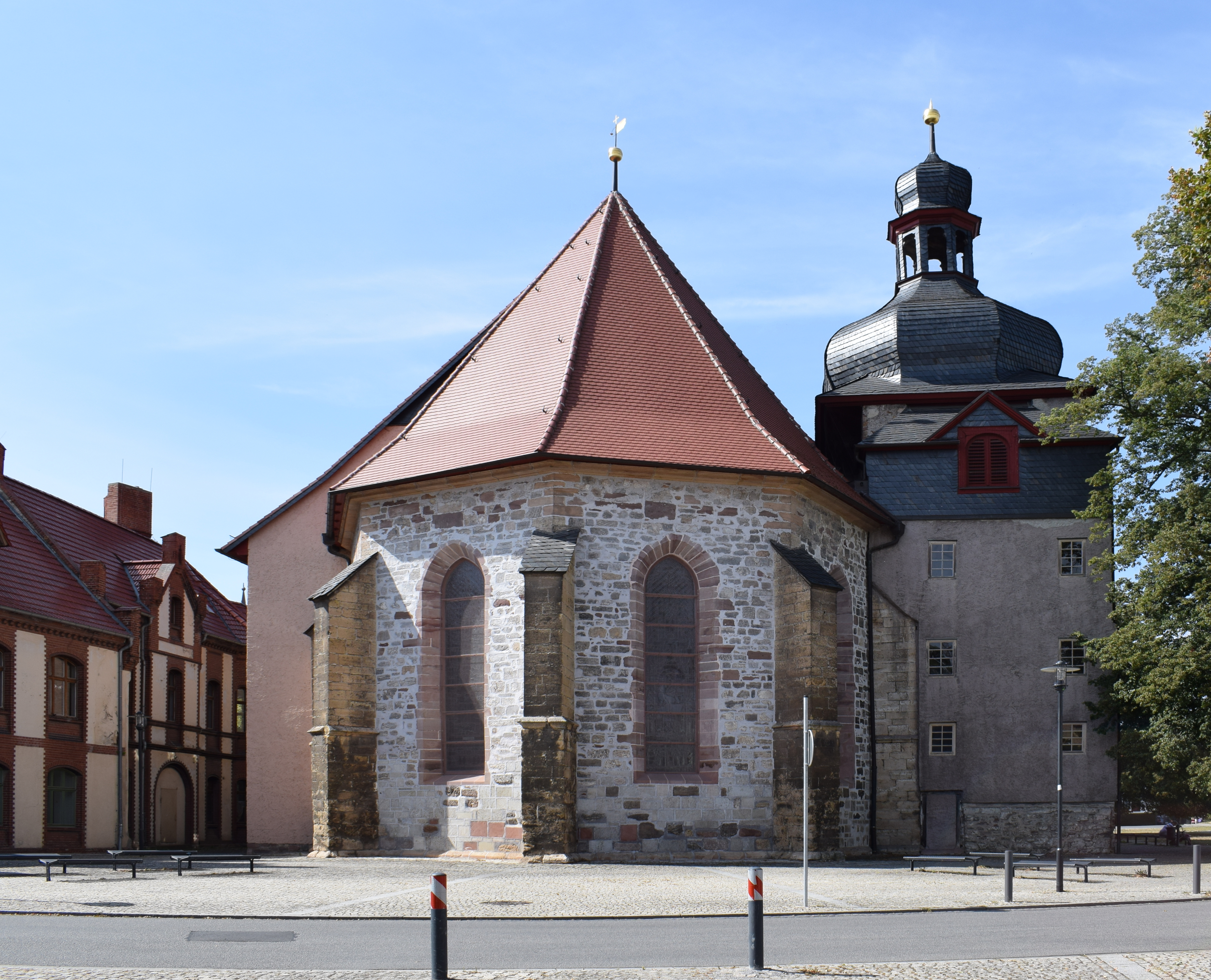
Die Unterkirche St. Marien in Bad Frankenhausen (2005)

Die evangelische Kirche St. Marien steht in der Stadt Bad Frankenhausen im Kyffhäuserkreis in Thüringen.

## Geschichte
Die St.-Marien-Kirche wird auch Unterkirche genannt. Sie wurde 1215 als Zisterzienserinnenklosterkirche gebaut. 1536 wurde das Kloster säkularisiert, und das Gotteshaus übernahm die Funktion einer Hauptpfarrkirche, bis sie 1689 abbrannte. Sie wurde schon in den Jahren 1691 bis 1701 als Unterkirche unter Einbeziehung des Unterbaus des massiven Turms an der Chornordseite sowie der Mauer des polygonalen Chors neu errichtet.

## Das Gotteshaus innen
Im Chor stützt auf spätgotische Weise von vier Seiten eines Achtecks ein Strebepfeiler die Mittelachse des Baus.
Die Längsemporen sind korbbogenartig unterteilt und setzen sich im Chorraum fort. Dort befinden sich die Patronatslogen. Der Gemeinderaum ist in drei Geschosse gegliedert und von einer flachen Holztonne überwölbt. Ein Stuckrahmen trägt in der Mitte das Gemälde Totentanz und die Auferstehung, 1934 von Jürgen Wegener gemalt.
Aus der Bauzeit stammen der Orgelprospekt, ein stucküberzogener Altaraufsatz sowie ein von Engelbutten getragener Kanzelkorb am nördlichen Triumphbogenpfeiler. Der Taufstein ist Blickfang, weil er aus weißem Marmor gefertigt ist.

## Kunstschätze der Oberkirche
Die Unterkirche beherbergt Kunstwerke aus der Oberkirche, so beispielsweise das spätgotische hölzerne Kruzifix und bemerkenswerte Grabdenkmäler aus dem 16. und 17. Jahrhundert mit figürlicher Darstellung der Verstorbenen.

## Orgel
Im Jahr 1703 baute Johann North (1666–1716) aus Rudolstadt in der Unterkirche eine erste Orgel, die über 26 Register auf zwei Manualen und Pedal verfügte. 1843 erfolgte ein Erweiterungsumbau durch Johann Friedrich Schulze aus Paulinzella. Die Arbeiten vor Ort übernahm sein Werkmeister Julius Strobel. Das nun dreimanualige Instrument hatte 29 Register. Der Neubau der Orgel (III/P/49) wurde 1886 von Strobels Söhnen Adolf und Reinhold fertiggestellt. Sie übernahmen zwölf Register von 1703 und sechs Register von 1843. Der barocke Prospekt wurde an beiden Seiten durch zweigeschossige Flachfelder erweitert. Im 20. Jahrhundert wurden fünf Register verändert. Die Firma Hermann Eule Orgelbau Bautzen stellte von 2015 bis 2019 den Zustand von 1886 wieder her. Das Instrument mit 49 Registern und etwa 3500 Pfeifen ist eine der größten erhaltenen Orgeln der Hochromantik in Mitteldeutschland. Die Disposition lautet wie folgt:
| I Hauptwerk C–f3 |        |
| Principal        | 16′    |
| Quintatön        | 16′    |
| Principal        | 8′     |
| Flaut harmonique | 8′     |
| Hohlflöte        | 8′     |
| Gedackt          | 8′     |
| Viola da Gamba   | 8′     |
| Quinte           | 5 1⁄3′ |
| Octave           | 4′     |
| Gedackt          | 4′     |
| Quinte           | 2 ⁄3′  |
| Octave           | 2′     |
| Mixtur V         | 2′     |
| Cymbel III       | 2′     |
| Trompete         | 8′     |

| II Positiv C–f3 |       |
| Bordun          | 16′   |
| Principal       | 8′    |
| Bortunalflöte   | 8′    |
| Schweizerflöte  | 8′    |
| Gamba           | 8′    |
| Octave          | 4′    |
| Portunalflöte   | 4′    |
| Nassatquinte    | 2 ⁄3′ |
| Octave          | 2′    |
| Cornett IV      | 4′    |
| Mixtur IV       | 1 ⁄3′ |
| Oboe            | 8′    |

| III Schwellwerk C–f3 |     |
| Lieblich Gedackt     | 16′ |
| Geigenprincipal      | 8′  |
| Lieblich Gedackt     | 8′  |
| Flöte traverso       | 8′  |
| Harmonicaflöte       | 8′  |
| Salicional           | 8′  |
| Vox celeste          | 8′  |
| Zartflöte            | 4′  |
| Fugara               | 4′  |
| Violine              | 2′  |
| Mixtura aethera III  | 2′  |
| Aeoline              | 16′ |

| Pedal C–f1    |     |
| Principalbass | 32′ |
| Principal     | 16′ |
| Subbaß        | 16′ |
| Violon        | 16′ |
| Principalbaß  | 8′  |
| Gedackt       | 8′  |
| Violon        | 8′  |
| Octavbaß      | 4′  |
| Posaune       | 16′ |
| Trompete      | 8′  |

- Koppeln: II/I, III/I, I/P, II/P
- Spielhilfen: Calcantenzug, Windauslaß